# Pont-Sainte-Maxence
Pont-Sainte-Maxence är en kommun i departementet Oise i regionen Hauts-de-France i norra Frankrike. Kommunen ligger i kantonen Pont-Sainte-Maxence som tillhör arrondissementet Senlis. År 2022 hade Pont-Sainte-Maxence 12 343 invånare.

## Befolkningsutveckling
Antalet invånare i kommunen Pont-Sainte-Maxence
| Referens: INSEE |